# Замок Мейдерслот
52°20′03″ пн. ш. 5°04′19″ сх. д. / 52.334231° пн. ш. 5.071806° сх. д.
Замок Мейдерслот (нід. Muiderslot) — один із найкраще збережених і реставрованих середньовічних замків у сучасних Нідерландах. Розташований у місті Мейдені у провінції Північна Голландія. Побудований близько 1285 року, державний музей з 1878 року.

## Історичні дані

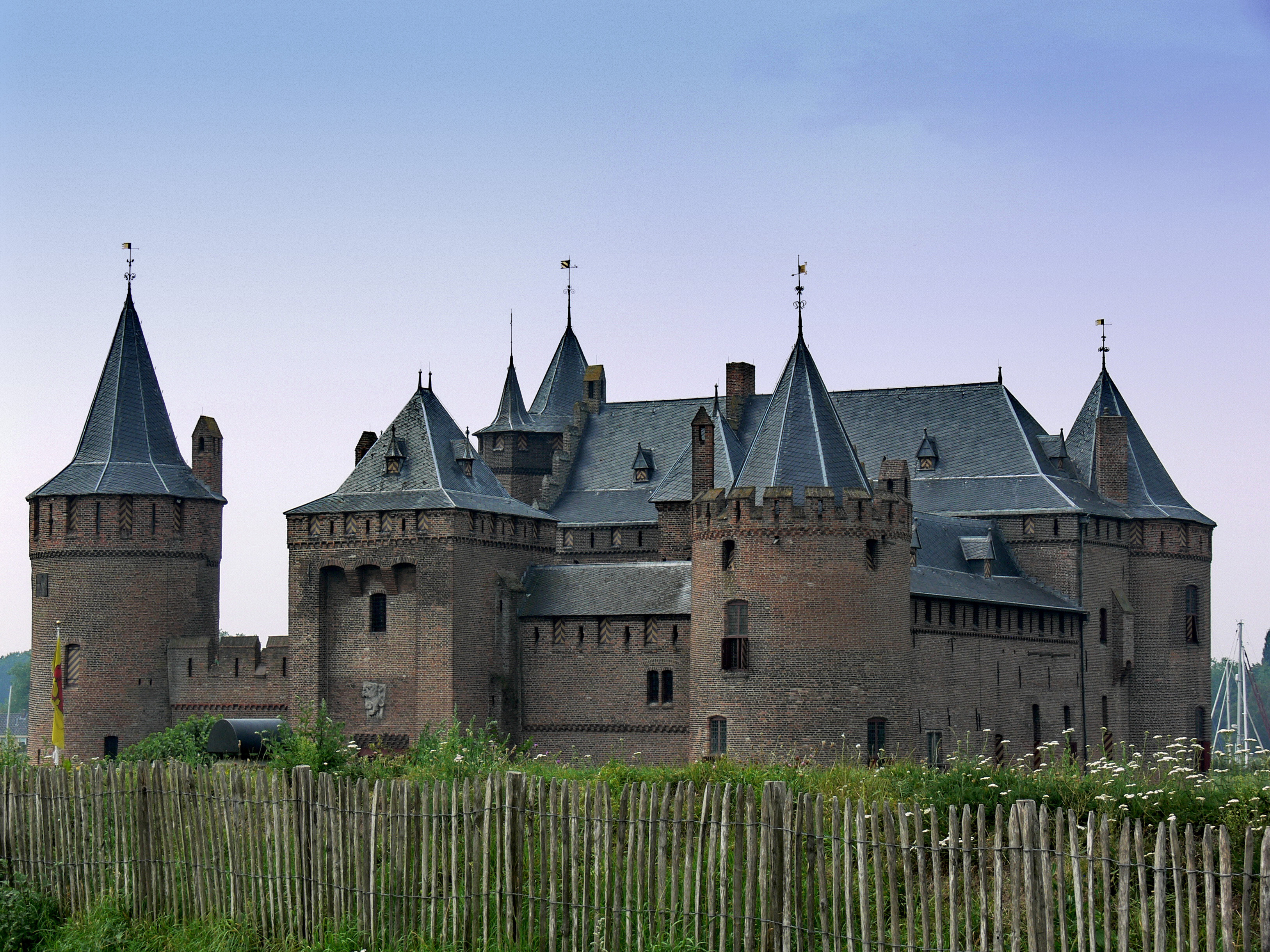
Замок Мейдерслот

Точної дати побудови першого замку на цьому місці не встановлено. Перші відомості йдуть від 1280-х років, коли — чи то замок був побудований, чи то вже готову споруду придбав граф Флоріс V. Замок розташований 15 км на східний південь від Амстердаму, у гирлі річки Вехт, яка використовувалась як транспортна артерія до міста Утрехт.  Невеликий замок був місцем збору податків з торговельних човнів, що діставались важливого торговельного центру Утрехта. Граф Флоріс V був вбитий 27 червня 1296 року. Спочатку його захопили дворяни під час полювання та запроторили у замок.  Через п'ять днів ув'язнений граф зробив невдалу спробу втекти, під час переслідування втікача його і було вбито зброєносцем Герардом ван Велсеном. Є відомості, що первісну замкову споруду зруйнували за наказом єпископа Віллема ван Мехелена. Сто років по тому (в 1370 році) замок відновили на тому ж місці і за тим же планом, збільшивши висоту веж і мурів. За поземним планом це чотирикутна споруда з вежами на кожному куті розмірами 32 на 35 метрів. Замок оточують рови з водою. Перекидний колись міст був підсилений додатковою чотирикутною вежею з маленькою брамою. Наприкінці XIV ст. володарем замку був Альбрехт, герцог Баварський, котрий на той час був також і графом провінцій Голландії та Зеландії.

## Замок за часів П. Гофта

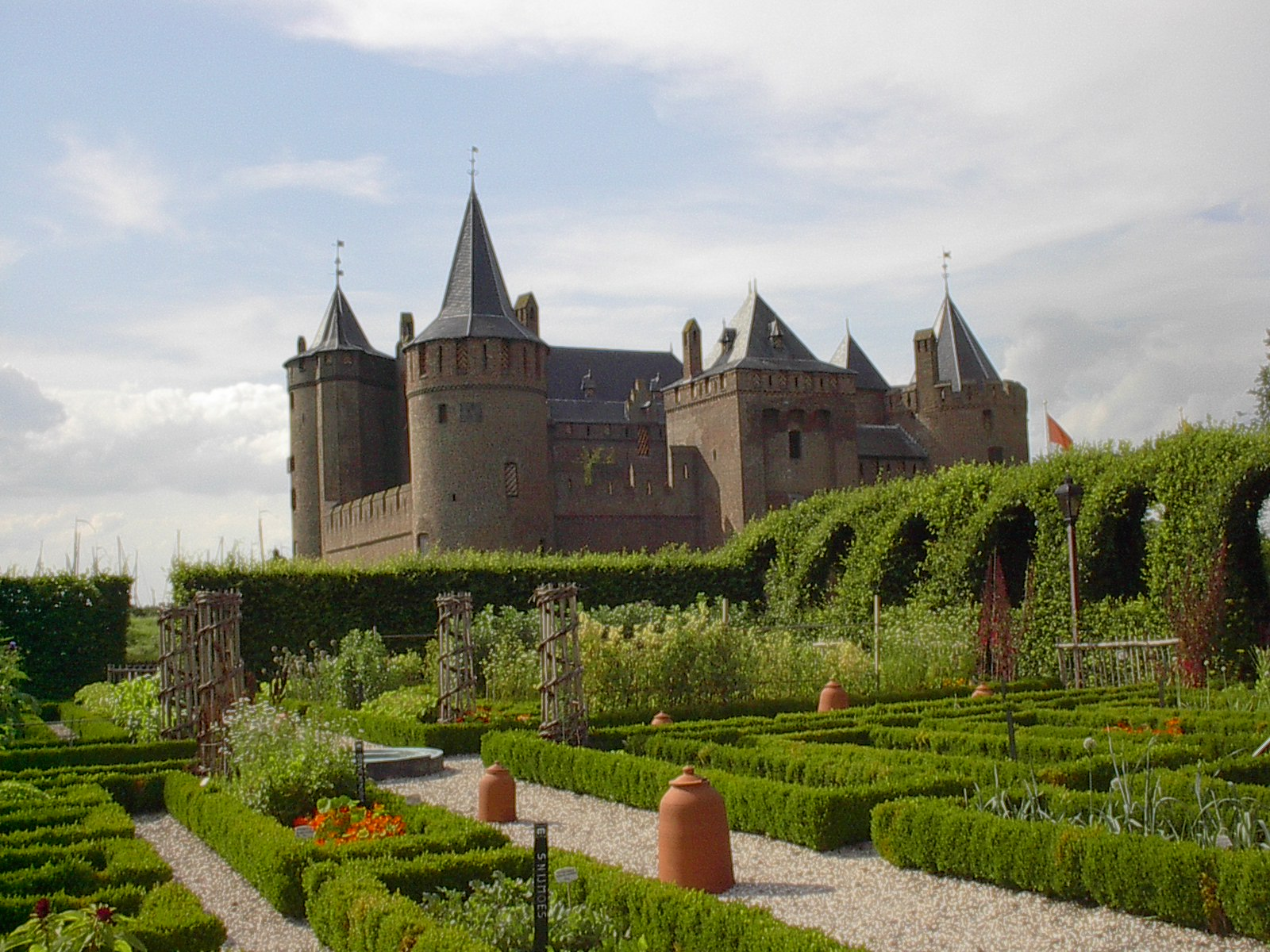
Відновлений в 20 столітті сад трав замку Мейдерслот.

Замок утрачав оборонні функції і поступово ставав розкішним житлом палацового типу особи з високим статусом. Процес завершився у XVII столітті, коли замок став резиденцією державного посадовця і освіченого вельможі нового типу, яким був син мера міста Амстердама — Пітер Гофт(1581—1647). Письменник, поет і драматург, член одної камери риторів Амстердама, Пітер Гофт перетворив колишню фортецю на помітний літературний салон. Він мешкав і працював у замку 39 років, де збирав навколо себе літературно обдарованих сучасників, серед яких — Вондел, Бредеро, Якоб Катс, художниця-графік і майстриня Марія Тесселсхаде Віссер та її сестра поетеса Анна Віссер, поет і композитор Константин Гюйгенс (майбутній батько науковця Християна Гюйгенса). За ровами з водою розплановують голландські сади: сад слив і сад трав.

## Гурток замку Мейдерслот

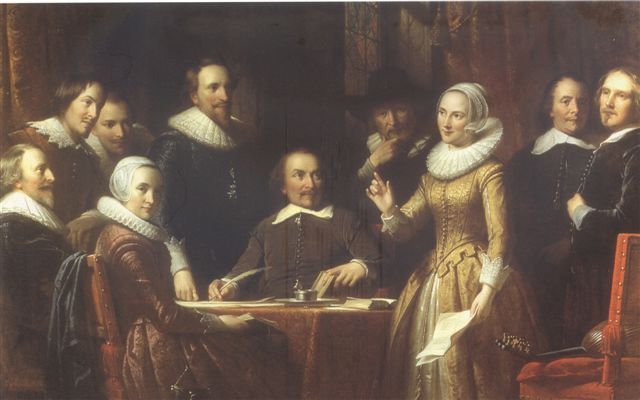
Гурток замку Мейдерслот

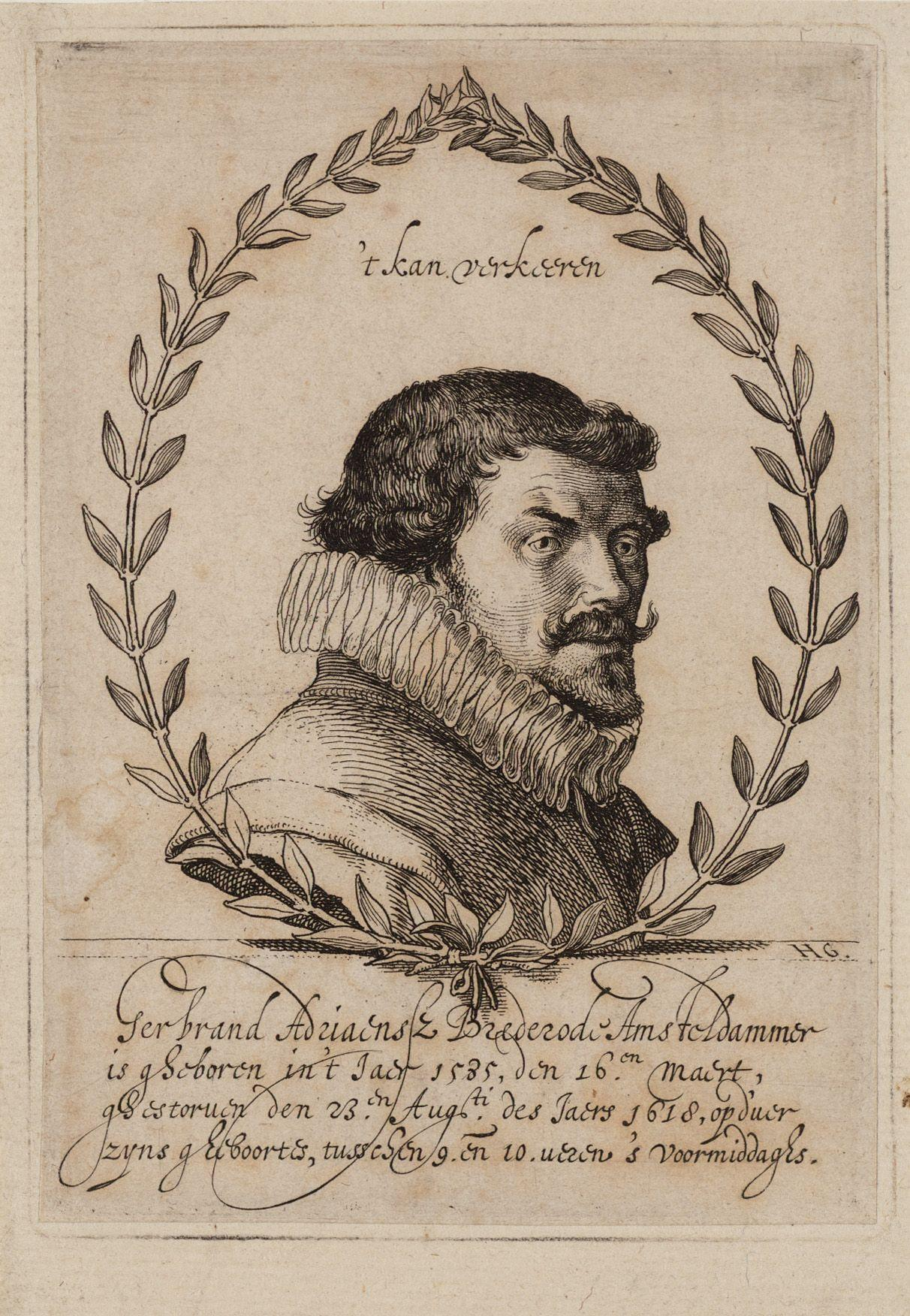
Поет Бредеро
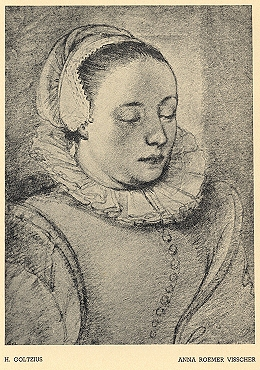
Анна Вісхер
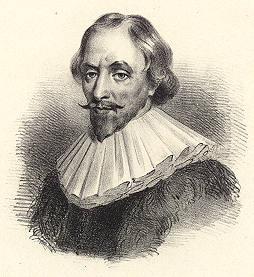
Якоб Катс
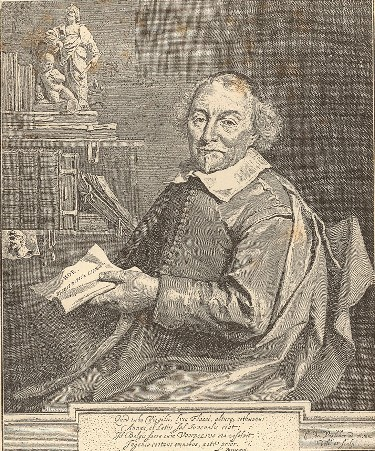
Драматург Йоос ван дер Вондел.

## 18-19 ст

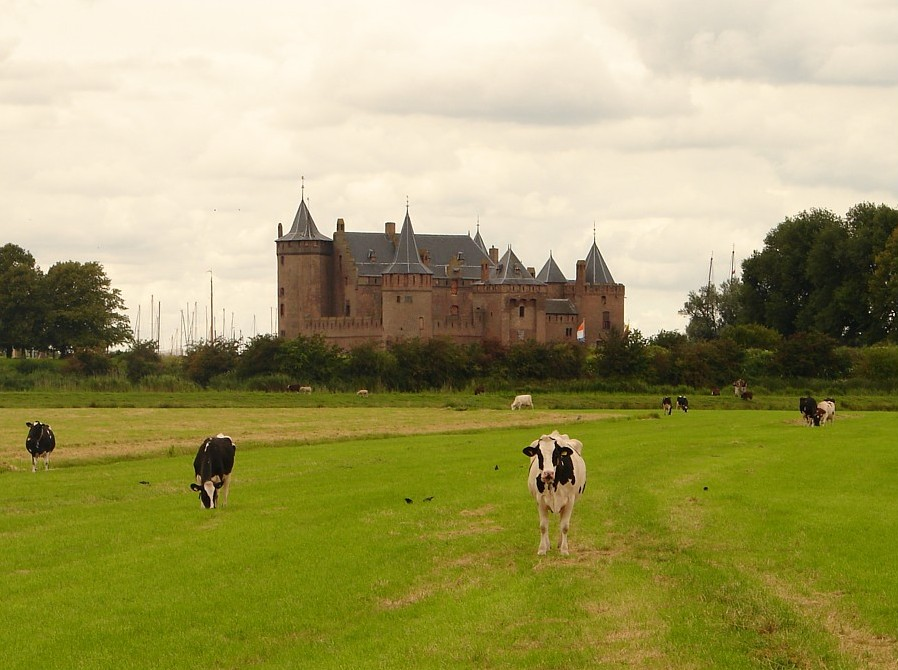

Наприкінці XVIII століття замок використовували як в'язницю. Сади були знищені. В роки французького захоплення Голландії, замок Мейдерслот став казармою. Зневажливе ставлення до споруди сприяло його руйнації. Стан споруди був такий загрозливий, що на початку XIX століття замок виставили на продаж з правом розібрати на будівельні матеріали. В справу рятування історичної споруди втрутились письменник Самуїл Іперус Віселіус та сам король Віллем І. Але знадобилося ще сімдесят років, аби знайшли вільні кошти, які витратили на відновлення мурів, веж і дахів замку у 1895 році. Споруду з військового департаменту передали у відділ мистецтв і наук. Замок став державним майном.

## Сучасне використання
Відновлену і реставровану споруду в XX ст. зробили філією Державного музею (Амстердам). В замок передали колекції середньовічної зброї та обладунків, портретну галерею. Замок став туристичним об'єктом та місцем проведення ігор і телепередач національного телебачення.

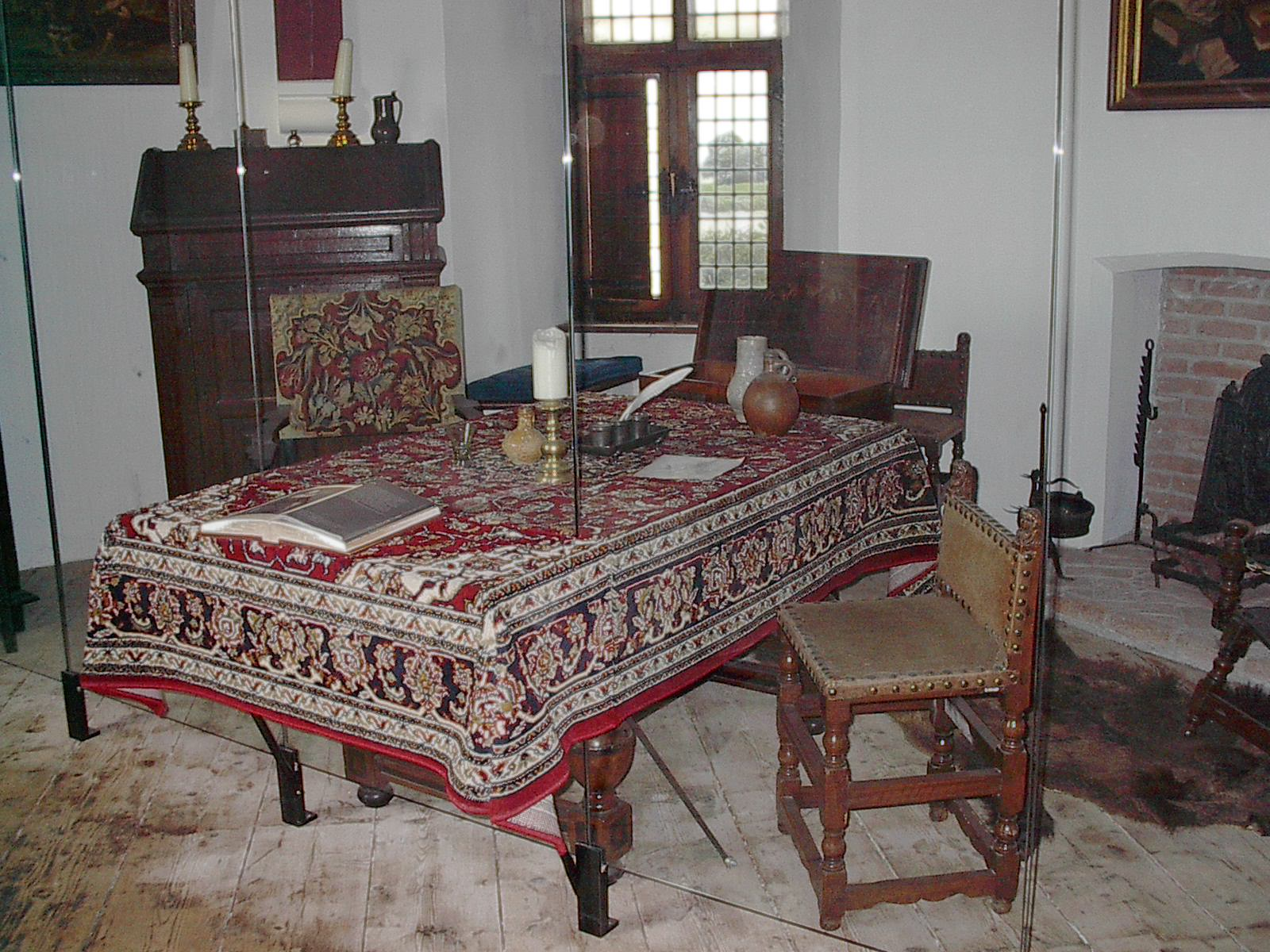
Зала в замку
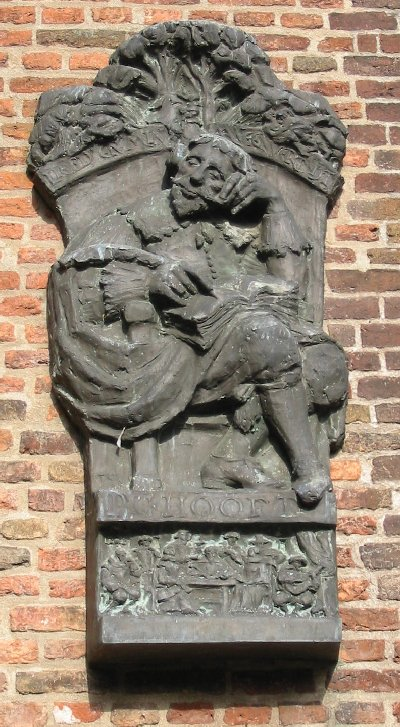
Дошка на честь Пітера Гофта
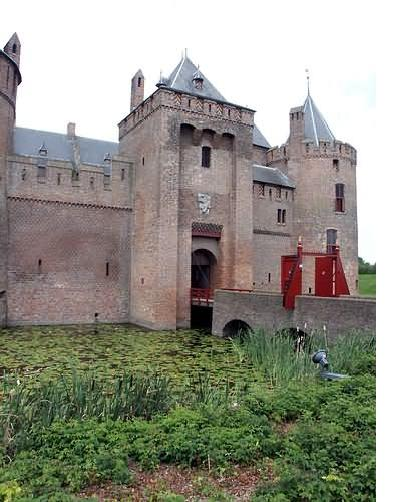
Замок, брама.